# Таут, Бруно
Бруно Юлиус Флориан Таут (нем. Bruno Julius Florian Taut; 4 мая 1880, Кёнигсберг — 24 декабря 1938, Стамбул) — немецкий архитектор и градостроитель. Являясь ярким представителем «Нового строительства» в архитектуре, в первую очередь получил известность благодаря спроектированным им жилым комплексам в Берлине: посёлок Хуфайзен в районе Бриц и «Хижина дяди Тома» в районе Целендорф. Младший брат Бруно Таута Макс Таут также стал архитектором.

## Учёба и первое архитектурное бюро
Бруно Таут был вторым сыном коммерсанта из Кёнигсберга Юлиуса Таута. Закончив местную гимназию в 1897 году Бруно продолжил обучение в кёнигсбергском строительном училище, которое он успешно закончил за три семестра. В 1902 году Таут работал в разных архитектурных бюро Гамбурга и Висбадена, а годом позже получил возможность работать в архитектурном бюро известного берлинского архитектора Бруно Мёринга, где он впервые соприкоснулся со стилем модерн и другими новыми архитектурными тенденциями. В 1904—1908 гг. Таут работал в Штутгарте у профессора архитектуры Теодора Фишера, где получил опыт градостроительства. Благодаря рекомендации Фишера в 1906 г. Таут получил свой первый заказ на реставрацию сельской церкви в Унтерриксингене близ Людвигсбурга. Для изучения истории искусства и городского строительства в Высшей технической школе в Шарлоттенбурге Таут вернулся в Берлин. Годом позже он открыл в Берлине своё первое архитектурное бюро. В 1911 году Таут занимался реставрацией небольшой древней церкви в Нидене в Уккермарке, где сохранились росписи, выполненные Таутом вместе с гамбургским художником Францем Мутценбехером. В частности, цветовое решение алтарной преграды считается одним из ранних ключевых произведений, выполненных в его цветовой концепции.

## Первые крупные проекты

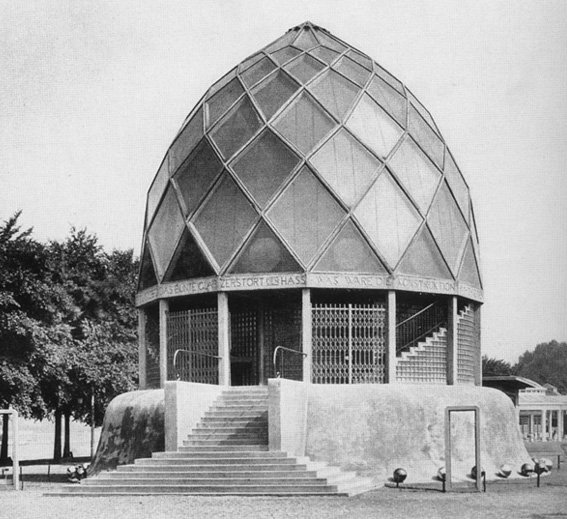
Стеклянный павильон Таута на выставке Немецкого Веркбунда 1914 г. в Кёльне

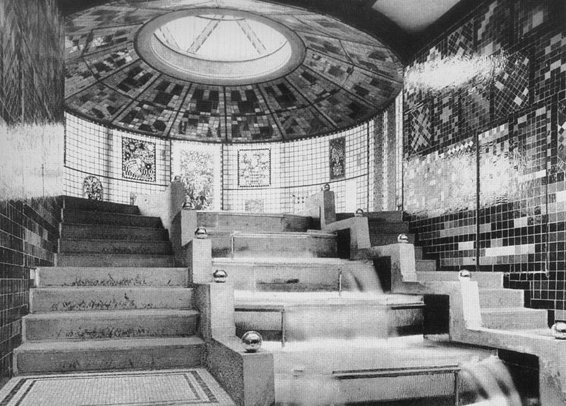
Интерьер Стеклянного павильона

Первые крупные проекты Таута относятся к 1913 году. Архитектор получил заказы на проектирование в Берлине и Магдебурге садовых посёлков, новой для Германии архитектурной формы, заимствованной в Англии. Таут использовал в проектах новые архитектурные методы и художественно-конструкторские элементы, которые и впредь будут отличать его работы и станут основой нового архитектурного направления в Германии — «нового строительства». Улицы в своих посёлках он проектировал в направлении с севера на юг, чтобы в домах было много света и воздуха. Для оформления фасадов и их элементов Таут использовал яркие цвета, за что его дачный посёлок Фалькенберг в Берлине получил название «Ящик с красками». Международную известность архитектору Тауту принёс проект его «Стеклянного дома» для павильона стеклянной промышленности Германии на кёльнской выставке Немецкого Веркбунда 1914 года. Во время Первой мировой войны Бруно Таут вынужденно занимался теоретической работой, а её результатом стала опубликованные в 1918 и 1919 гг. два крупных цикла «Альпийская архитектура» и «Распад городов», посвящённые утопической теме слияния архитектуры и природы. Под впечатлением революционных тенденций в послевоенном искусстве Таут создаёт «Рабочий комитет искусства», который должен был преломить идеи Ноябрьской революции 1918 года в искусстве. Таут также вступил в тайную переписку с другими художниками-единомышленниками, среди которых были Вальтер Гропиус и Ганс Шарун. Эта эпистолярная серия получила название «Стеклянная цепь». В отсутствие заказов Бруно Таут обратился к театрально-декоративному искусству и создал декорации для постановки «Орлеанской девы» Шиллера в Берлине.

## Магдебург

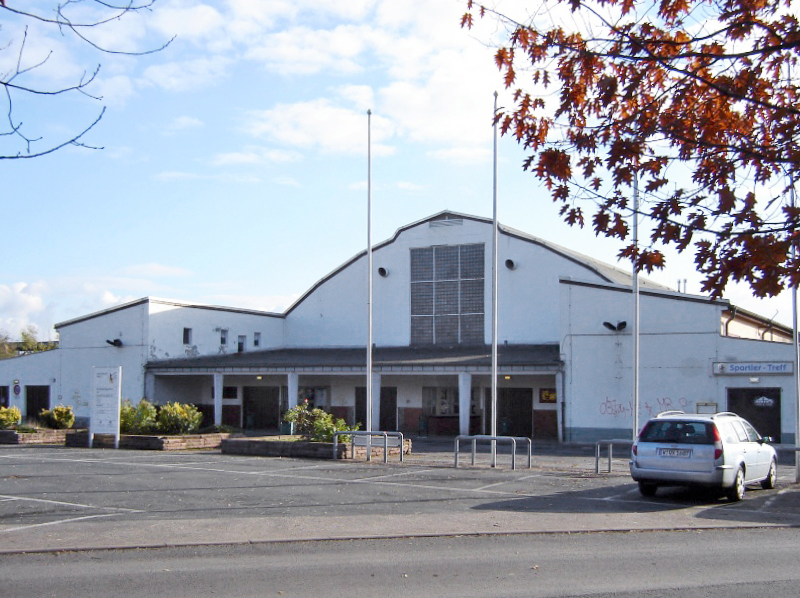
Павильон «Город и страна». Магдебург. 1922

Проекты садовых посёлков в районе Реформ в Магдебурге обеспечили Бруно Тауту всеобщее признание. В 1921 году мэр Магдебурга, социал-демократ Герман Баймс назначил креативного архитектора с авангардистскими взглядами на должность советника по градостроительству, поставив перед ним задачу создания генерального плана застройки Магдебурга. Таут создал штаб из молодых архитекторов-единомышленников, среди которых были Карл Крайль и Йоганнес Гёдериц. Помимо создания генерального плана, Таут занимался последовательным продвижением своей концепции цвета в архитектуре. С этой целью непосредственно после назначения Таут начал кампанию в газетах под заголовком «Призыв к красочному строительству». К открытию большой «Средненемецкой выставки» в Магдебурге в 1922 г. в центре города по красочным проектам Таута было оформлено 80 фасадов домов. Несмотря на резкую критику Таута со стороны горожан, акция стала успешным рекламным ходом для Магдебурга, обеспечив «разноцветному городу», как его стали называть, значительный резонанс в ежедневной и профессиональной прессе. Для выставки Таут создал выставочный павильон «Город и страна» (ныне павильон Германа Гизелера).

## Возвращение в Берлин

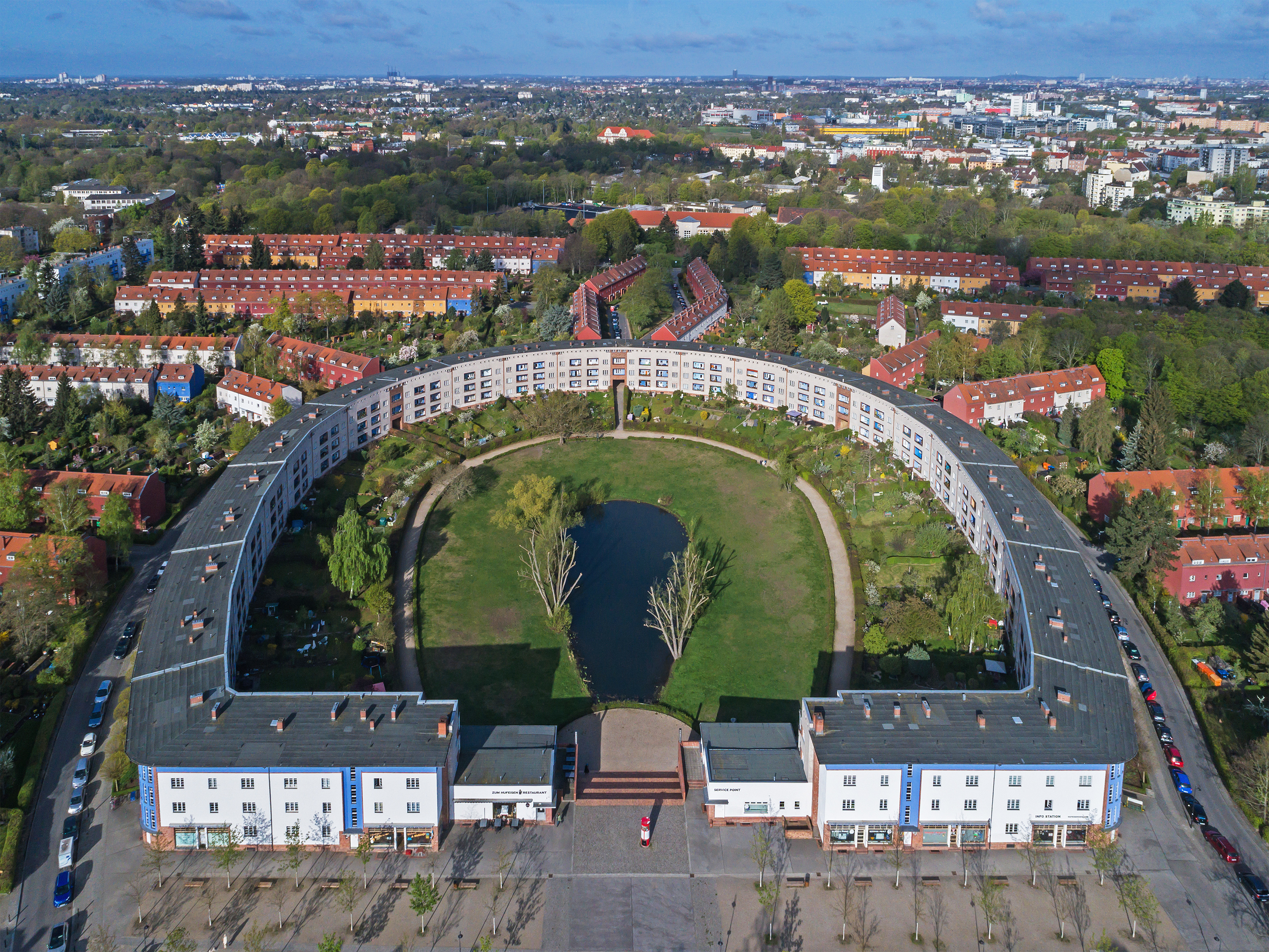
Посёлок Хуфайзен в берлинском районе Бриц. 1925

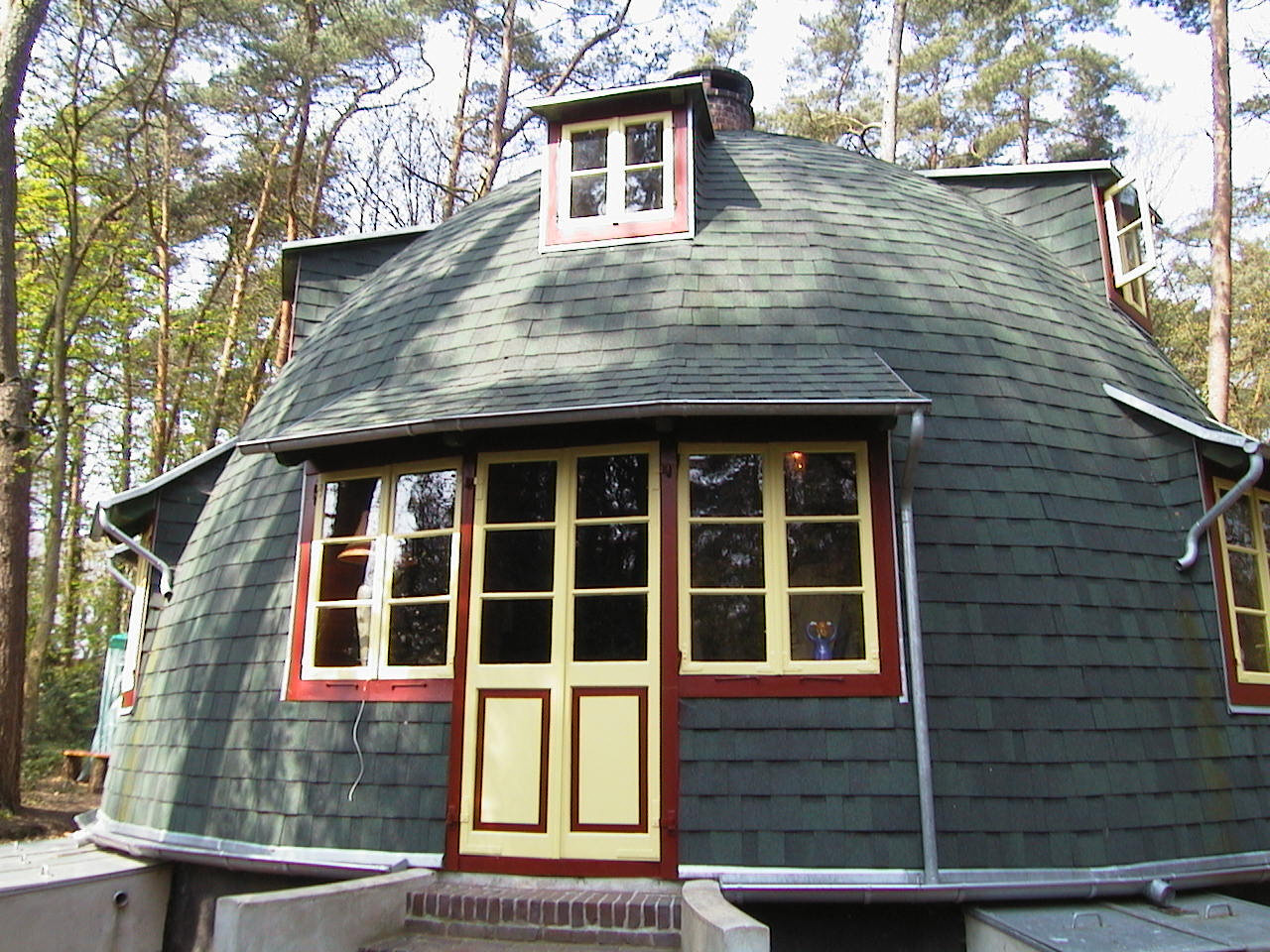
Дом художника в Ворпсведе. 1926

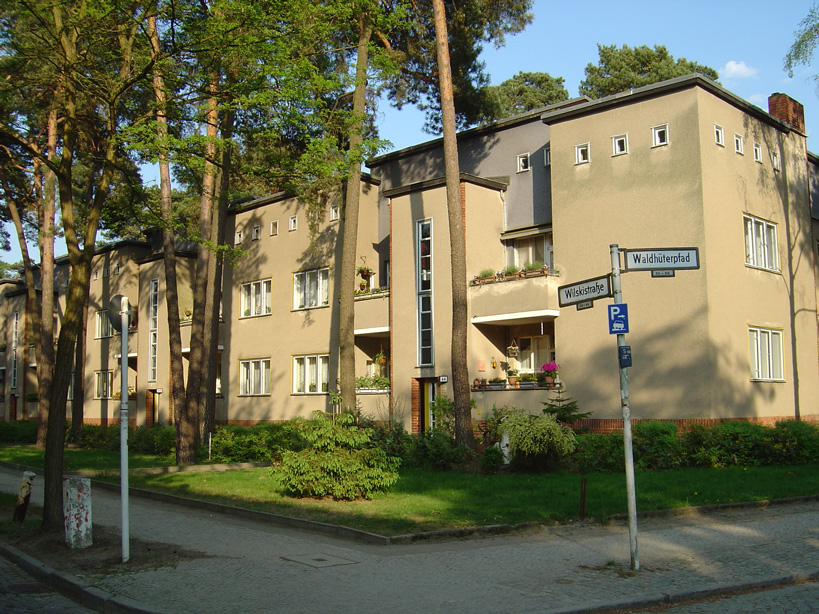
Жилой комплекс «Хижина дяди Тома» в берлинском районе Целендорф. 1926

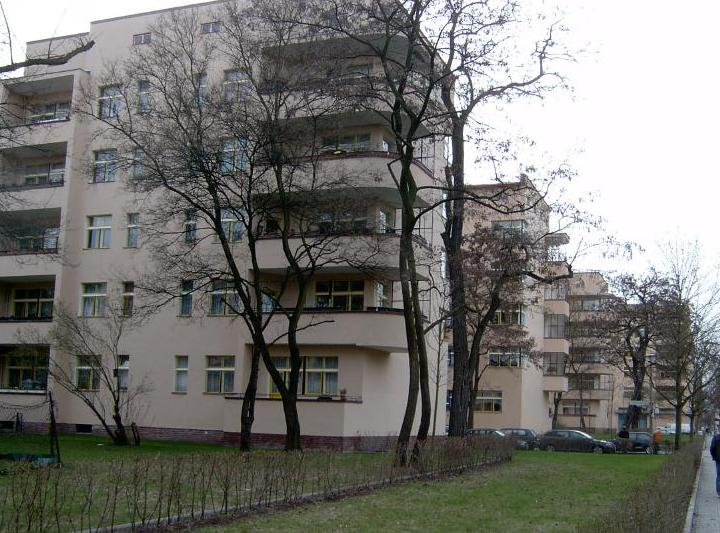
Жилой комплекс им. Карла Легина в берлинском районе Пренцлауэр-Берг. 1929 г.

Завершив работы по генеральному плану застройки города и не видя дальнейших перспектив для своего творчества в Магдебурге, 1 апреля 1924 года Таут ушёл в отставку и вернулся в Берлин, где в период между 1924 и 1931 годом выполнил несколько заказов по строительству жилых комплексов. Под его руководством в Берлине возникли посёлок Хуфайзен в районе Бриц и лесной посёлок «Хижина дяди Тома» в районе Целендорф. За эти восемь лет Таут создал в Берлине 12 тысяч квартир. В 1930 году Высшая техническая школа в Шарлоттенбурге присвоила Бруно Тауту звание профессора в области жилищного дела. Таут был принят в Академию художеств, а Международный союз архитекторов Японии принял его в почётные члены. 
Продолжая оставаться приверженцем революционных идей, которые по его мнению воплощались в жизнь в Советском Союзе, Таут отправился в 1932 году в Москву, где оформил отдел нового строительства в городской администрации. Разочарованный состоянием архитектуры в Советском Союзе и столкнувшись с имевшимися экономическими и техническими сложностями, Бруно Таут уже в феврале 1933 года вернулся в Берлин.

## Во временаТретьего рейха
Но и в Германии Бруно Таут оказался без работы. Пришедшие к власти нацисты обвинили его в культурбольшевизме, лишили профессорского звания и изгнали из Академии художеств. Таут покинул Германию уже спустя две недели после возвращения из СССР, пробыл некоторое время в Швейцарии и в конце концов обосновался в Японии. Не получая в Японии заказов, Таут вновь обратился к теоретическим публикациям, посвящённым преимущественно идее «нового строительства». Средства на жизнь он получал от продажи созданных им предметов декоративно-прикладного искусства. 
По приглашению турецкого правительства Бруно Таут переехал в 1936 году в Турцию, испытывавшую недостаток в квалифицированных архитекторах для модернизации страны. Бруно Таут стал профессором архитектуры в Академии художеств Стамбула. Помимо преподавательской деятельности у Таута появилась возможность заняться и архитектурными проектами. Таут создал проекты здания университета в Анкаре и ряд школ в Турции. В 1938 году на турецком языке вышел начатый ещё в Японии труд Таута «Теория архитектуры». Последним заказом Таута стал катафалк умершего в 1938 году основателя государства Ататюрка. Долгие годы Бруно Таут страдал от астмы, от которой умер в возрасте 58 лет 24 декабря 1938 года. До настоящего времени Бруно Таут — единственный европеец, похороненный на кладбище Эдирнекапы в Стамбуле.

## Признание
Архитектурные идеи Бруно Таута получили позднее признание в 2008 году, когда созданные им в сотрудничестве с Вальтером Гропиусом, Гансом Шаруном и другими архитекторами жилые кварталы Берлина были внесены в Список Всемирного наследия ЮНЕСКО, где отмечается, что эти жилые комплексы представляют собой новый тип социального жилья эпохи классического модернизма и оказали значительное влияние на развитие архитектуры и городского строительства.

## Труды
- Bruno Taut, Paul Scheerbart, Erich Baron, Adolf Behne: Die Stadtkrone (1917) Gebrüder Mann, Berlin 2003 ISBN 3786124043
- Der Weltbaumeister. Architektur — Schauspiel für symphonische Musik 1920
- Auflösung der Städte 1920
- Frühlicht. Vier Hefte (1920—1922) Gebrüder Mann, Berlin 2000 ISBN 3786118620
- Die neue Wohnung. Die Frau als Schöpferin (1923) ebd. 2001 ISBN 3786123624
- Das japanische Haus und sein Leben (1937) ebd. 1997 ISBN 3786118825
- Ich liebe die japanische Kultur. Kleine Schriften über Japan. Hg. Manfred Speidel. ebd. 2003 ISBN 3786124604
- Ein Wohnhaus ebd. 1995 ISBN 3786118949
- Bruno & Heinrich Taut: Bruno Taut. Natur und Fantasie. 1880—1938 Hg. Manfred Speidel. Ernst & Sohn 1995 ISBN 3433026416
- Alpine Architektur: A Utopia — Eine Utopie (1918) Neuaufl. Hg. Matthias Schirren ISBN 3-7913-3156-6